# Кустос (у релігії)
Кусто́с (від лат. custos (охорона), лат. custodis (охоронець)) у релігії:
- у древньому християнстві — охоронець Христового хреста (С. crucis), хоронитель святих мощей (С. martyrum), наглядач за гробницями святих (С. sepulcrorum);
- у католицькій, англіканській церквах — почесний титул каноніка капітулу, який завідує маєтком капітулу, або керівник групи монастирів (бернардинських або францисканських).